# ستيوارت ويليامسون
ستيوارت ويليامسون (بالإنجليزية: Stewart Williamson)‏ (7 أبريل 1926 في المملكة المتحدة - 24 يونيو 2008) هو لاعب كرة قدم بريطاني (وحمل سابقاً جنسية المملكة المتحدة لبريطانيا العظمى وأيرلندا) في مركز جناح ‏. لعب مع سويندون تاون ونادي ترانمير روفرز لكرة القدم ونادي هاروجيت تاون ونادي ميرثير تيدفيل ‏.